# Лужная (Архангельская область)
Лужная — деревня в Няндомском районе Архангельской области России. Входит в состав Шалакушского сельского поселения, с 2004 года. Протяженность поселения примерно 500 м. Одна из улиц называется Дачная. Относится к категории покинутая деревня и дома используются только летом. 

## География
Деревня находится в 7 км от деревни Ступинская, на холме возле истока реки Лепша из озера Лужное. Через реку проходит мост, соединяющий дорогу Шалакуша — Ступинская. Раньше на другом берегу реки работала ферма (сейчас полуразрушенная).
В более крупном приближении, деревня Лужная находится на линии от города Вельска (217 км) до города Плесецка (103 км) и также до города Няндома (118 км) в Архангельской области. 

## Население
| 2002 | 2010 | 2012 |
| ---- | ---- | ---- |
| 7    | ↘4   | ↘0   |